# Fanta Berete
Fanta Berete, née le 31 mai 1975 à Lyon (France), est une femme politique française.
Membre de La République en marche (LREM), suppléante d’Olivia Grégoire lors des élections législatives de 2022, elle devient députée de la 12e circonscription de Paris le 23 juillet 2022 en remplacement de cette dernière, nommée dans le gouvernement Élisabeth Borne.
Elle rejoint le groupe Renaissance.